# Aulacodes adjutrealis
Aulacodes adjutrealis là một loài bướm đêm trong họ Crambidae.